# Enrico Maria Papes
Sergio Enrico Maria Papes (Milano, 21 agosto 1941) è un cantautore e batterista italiano.

## Biografia
Figlio d'arte, da Milano, il padre suona la tromba e il bandoneón in alcune orchestre; dopo alcune esperienze in complessi milanesi, nel 1961 entra nei Califfi, il complesso che accompagna Clem Sacco, con i chitarristi Gino Santercole e Gigi Rizzi.
Alla fine dell'anno successivo entra come batterista ne Gli Amici, il gruppo di accompagnamento di Guidone, che diventano poi The Ghenga's Friends e infine nel 1965 i Giganti.
Proprio nel periodo dei The Ghenga's Friends Papes scopre le possibilità della sua voce, che ha una tonalità molto bassa, e comincia a cantare nei dischi incisi per l'etichetta La Ghenga; inoltre adotta ufficialmente come nome d'arte il suo secondo nome, Enrico Maria, per evitare confusioni con il bassista Sergio Di Martino.
Dopo il primo scioglimento del gruppo, alla fine del 1968, incide due 45 giri per la Telerecord di cui uno, La filibusta, è la sigla dell'omonimo programma televisivo per bambini.
Torna poi nel 1970 nuovamente nei Giganti, fino allo scioglimento del 1972.
Nel 1973 canta nella canzone Sugli sugli, bane bane, eseguita da Le Figlie del Vento al Festival di Sanremo 1973.
Nel 1977 Papes riforma i Giganti con Marsella e con due nuovi componenti, William Fumanelli e Kambiz Kamboli, ma dopo due anni di attività dal vivo anche questa formazione si scioglie.
Per qualche anno Papes diventa tecnico del suono, seguendo in tournée i Napoli Centrale, Edoardo Bennato e Al Bano e Romina: quindi si ritira dall'attività musicale e apre un ristorante.
Nel 1992 però Sergio Di Martino lo ricontatta per riformare il gruppo ma nel 1993 torna alle proprie attività.
Nel 1998 insieme a Checco Marsella torna sulle scene e nel 2006 forma il quartetto vocale e strumentale che si esibisce tuttora con il nome "Giganti".
Dal 2010 porta in giro il recital Note Note e meno Note dedicato al grande cantautorato e dal 2012 lo spettacolo ...se fossi Fabrizio, dedicato a Fabrizio De André.

## Discografia da solista

### 45 giri
- 1968: La coscienza/Capita spesso (Telerecord, TLC NP 506)
- 1969: La filibusta/John Brown e Alice (Telerecord, TLC NP 506)

## Discografia con i Giganti

### 33 giri
- 1966 - I Giganti (Ri-Fi, RFM LP 14801)
- 1969 - Mille idee dei Giganti (Ri-Fi, RFM LP 14034)
- 1971 - Terra in bocca (Ri-Fi, RFM LP-14801)

### CD
- 1996 - I Giganti concerto live (DV More Record, CDDV 5953; registrazione dal vivo del 1968)
- 1997 - I Giganti (Musicando, MUS 024; ristampa del 33 giri del 1966 con l'aggiunta di una bonus track, Non farlo)
- 1999 - Il meglio (DV More Record, CDDV 6342; nuove registrazioni)
- 2000 - Mille idee dei Giganti (On Sale Music, 52-OSM-048; ristampa del 33 giri del 1969 con l'aggiunta di sette bonus tracks, Ce vo' tiempo, Na guagliona yè yè, La tomba dell'amore, Tabù, Summertime, Sixteen Tons e Sono nel sogno verde di un vegetale)
- 2001 - Proposta (Azzurra Music, TBP 1546; nuove registrazioni con inediti)
- 2006 - Mettete dei fiori nei vostri cannoni (Azzurra Music, TBP 11355; nuove registrazioni con inediti)

### 45 giri
- 1964: Una chitarra per la mia ragazza/Fortuna che... (La Ghenga, G 41100; inciso come Checco Marsella & The Ghenga's Friend)
- 2 aprile 1964: African Cry/Robin Hood (La Ghenga, G 41102; inciso come The Ghenga's Friend)
- 1965 - Morirai senza di lei/Giorni di festa (Ri-Fi, RFN NP 16074)
- 1965 - Fuori dal mondo/Solo per voi (Ri-Fi, RFN NP 16100)
- 1965 - Una ragazza in due/Lezione di ritmo (Ri-Fi, RFN NP 16121)
- 1966 - Tema/Ora siamo qui (Ri-Fi, RFN NP 16133; allegato in omaggio alla rivista Bella)
- 1966 - Tema/La bomba atomica (Ri-Fi, RFN NP 16144)
- 1966 - La b0mba atomica/Son così (Ri-Fi, RFN NP 16154; 45 giri juke-box)
- 1966 - Ora siamo qui/Son così (Ri-Fi, RFN NP 16159)
- 1966 - Ce vo' tiempo/Na guagliona yè yè (Ri-Fi, RFN NP 16168)
- 1966 - E lei ti aspetterà/Piri Piri Ua (Ri-Fi, RFN NP 16170)
- 1967 - Proposta/La tomba dell'amore (Ri-Fi, RFN NP 16181)
- 1967 - Io e il presidente/In paese è festa (Ri-Fi, RFN NP 16216)
- 1968 - Da bambino/Tabù (Ri-Fi, RFN NP 16243)
- 1968 - Summertime/Un uomo va (Ri-Fi, RFN NP 16275)
- 1968 - Una storia d'amore/Sixteen Tons (Ri-Fi, RFN NP 16288)
- 1969 - Solo per voi/Summertime (Ri-Fi, Disco Strip 92001/3; pubblicato senza copertina)
- 1970 - Charlot/Voglio essere una scimmia (Miura, PON NP 40106)
- 1970 - Corri uomo corri/Mia cara ti odio/Tutta tutta (Miura, PON NP 40116)
- 1971 - Il viso di lei/Gioventù, amore e rabbia (Miura, PON NP 40117)
- 1971 - Lungo e disteso/Pieno di sole (Ri-Fi, RFN NP 16460)
- 1972 - Sono nel sogno verde di un vegetale/Sul suo letto di morte (Ri-Fi, RFN NP 16487)

### Partecipazioni a compilation
- 2003 - Beat And Pop (On Sale Music, 52-OSM-065; contiene Il cane e la stella, registrazione inedita del 1972)